# Гай Цейоний Руфий Волузиан (префект Рима)
Гай Цейоний Руфий (Руф) Волузиан Лампадий  (лат. Gaius Ceionius Rufius Volusianus Lampadius) — римский политический деятель, префект города середины IV века.
Волузиан был сыном консула Цейония Руфия Альбина и внуком Гая Цейония Руфия Волузиана. Службу начал претором в последние годы правления Константина Великого, то есть около 337 года. Тогда Волузиан организовал великолепные игры во время праздника, в конце которого произошел бунт. Игры начались успешно, но когда он
«тяготясь настойчивыми требованиями черни, которая вынуждала нередко раздавать большие подачки не заслуживавшим того людям, он одарил большими богатствами нескольких нищих, созванных с Ватикана, чтобы показать себя щедрым, но презирающим толпу»..
В 354 году Констанций II казнил двоюродного брата Констанция Галла и сместил префекта претория Галлии Вулкация Руфина, а на его место поставил Волузиана. В 365—366 годах он был префектом Рима. Он приказал поставить своё имя на отремонтированных памятниках как строитель, а не как реставратор. Также в его правление постоянно вспыхивали бунты и в результате одного из них был сожжен дом Лампадия. Вероятно, Лампадий был консуляром провинции Валерия.
Его женой была Цециния Лоллиана, которая являлась жрицей Исиды. Их сыном был Цейоний Руфий Альбин, префект города Рима в 389 году. Дом Волузиана был недалеко от терм Константина на Квиринале. Среди его потомков был Руфий Антоний Агрипий Волузиан, который был префектом города в 417—418 годах. Аммиан Марцеллин так отзывался о Волузиане:
«Этот человек приходил в страшное негодование, если не слышал себе похвал, даже когда он плевал, словно и это он делал как-то особенно умно, не так, как другие. Подчас однако он проявлял серьёзность и честность».